# Лебедев, Семён Андрианович
Семён Андрианович Лебедев (1919—1998) — полковник Советской Армии, участник Великой Отечественной войны, Герой Советского Союза (1945).

## Биография
Родился 5 декабря 1919 года в селе Захаровка (ныне — Акмешит Нуринского района Карагандинской области Казахстана).
После окончания девяти классов школы и школы фабрично-заводского ученичества работал столяром в Керчи. В 1937 году Лебедев был призван на службу в Рабоче-крестьянскую Красную Армию. В 1939 году он окончил Качинскую военную авиационную школу лётчиков. С начала Великой Отечественной войны — на её фронтах.
К концу войны майор Семён Лебедев командовал эскадрильей 43-го истребительного авиаполка 278-й истребительной авиадивизии 3-го истребительного авиакорпуса 1-й воздушной армии 3-го Белорусского фронта. За время войны он совершил 193 боевых вылета, в около 40 воздушных боях сбил 18 вражеских самолёта лично и ещё 5 — в составе группы. В конце войны Лебедев на аэродроме столкнулся с другим истребителем и из-за тяжёлых травм был отстранён от лётной работы.
Указом Президиума Верховного Совета СССР от 23 февраля 1945 года за «мужество и героизм, проявленные в воздушных боях с немецкими захватчиками», майор Семён Лебедев был удостоен высокого звания Героя Советского Союза с вручением ордена Ленина и медали «Золотая Звезда» за номером 4907.
После окончания войны Лебедев продолжил службу в Советской Армии. В 1952 году он окончил Военно-воздушную академию, после чего остался в ней преподавать. Кандидат военных наук, доцент. В 1975 году в звании полковника Лебедев был уволен в запас. Проживал в посёлке Монино Щёлковского района Московской области. Скончался 6 октября 1998 года, похоронен на Гарнизонном кладбище Монино.

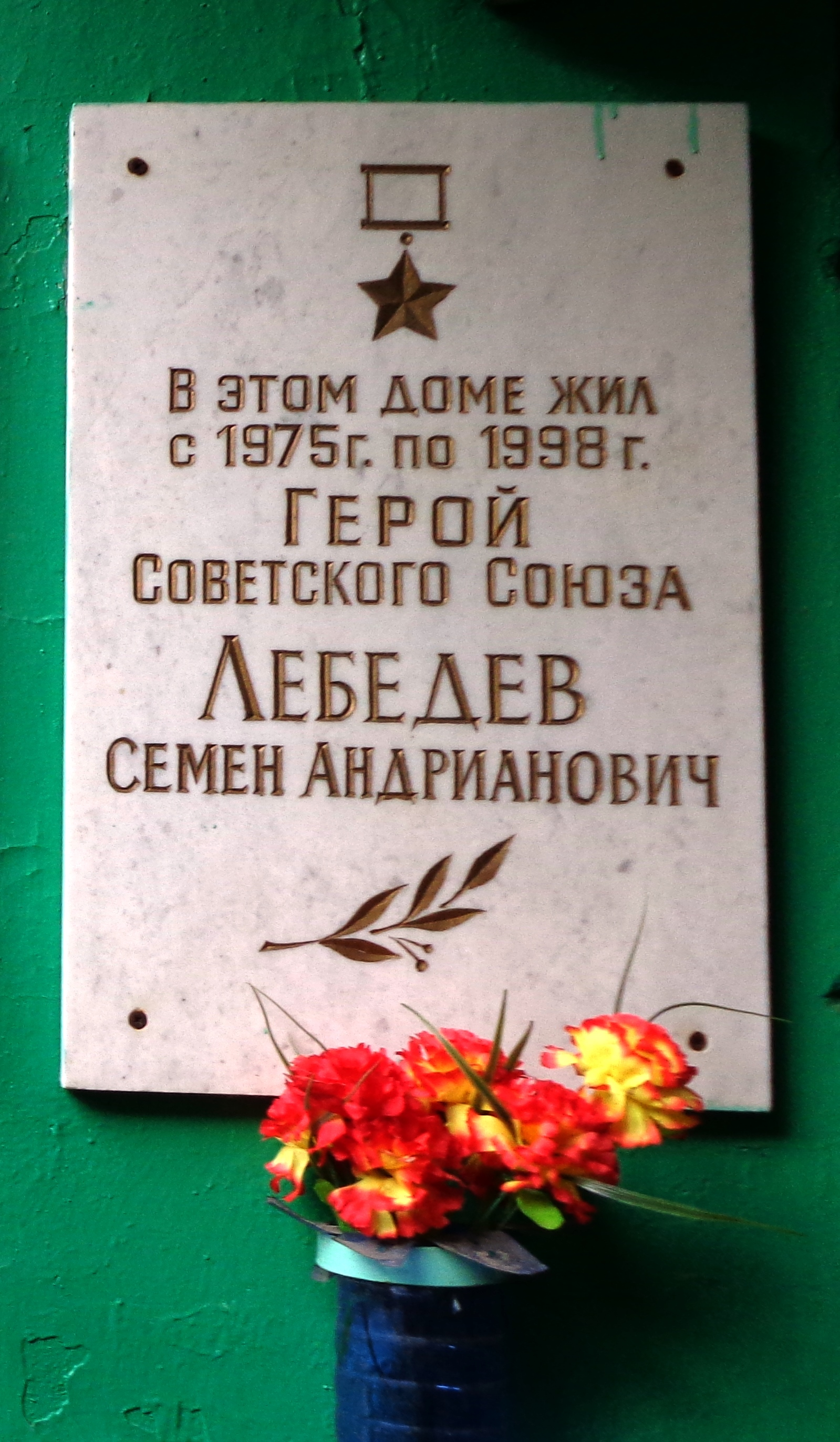
Мемориальная доска на доме в посёлке Монино Московской области, где проживал Герой Советского Союза С. А. Лебедев.

Был также награждён тремя орденами Красного Знамени, орденом Александра Невского, двумя орденами Отечественной войны 1-й степени, орденами Красной Звезды и «За службу Родине в Вооружённых Силах СССР» 3-й степени, рядом медалей.

## Память
- В посёлке Монино Московской области на доме 5 по улице Маслова, где проживал Герой Советского Союза С. А. Лебедев, установлена мемориальная доска.
- Бронзовый бюст С. А. Лебедева сооружен на Аллее Славы в поселке Нура (до 2017 г. — Киевка) Нуринского района Карагандинской области Республики Казахстан. Торжественное открытие бюста состоялось 07.05.2015.